# Holms of Spurness
Holms of Spurness är öar i Storbritannien.   De ligger i kommunen Orkneyöarna och riksdelen Skottland, i den norra delen av landet, 900 km norr om huvudstaden London.